# Eerste Toearegopstand

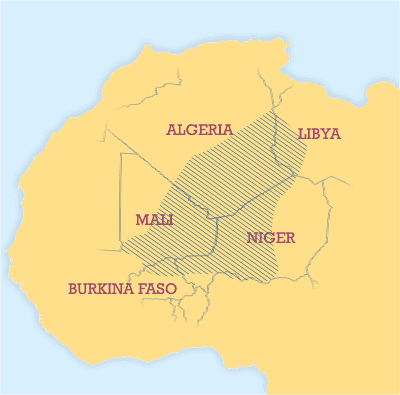
Regio waar de meeste Toeareg wonen.

De Eerste Toeareg-opstand (1990–1995) was een opstand door verschillende Toearegstammen die in Niger en Mali woonden met het doel om meer autonomie, of zelfs een eigen staat, te verwerven. De opstand ontstond in de periode na een grote regionale hongersnood in de jaren tachtig, met veel vluchtelingen tot gevolg. Ook zetelde in beide landen een regering die de bevolking onderdrukte. In Niger zelf wordt er aan de opstand ook wel gerefereerd als de Tweede of zelfs Derde Toeareg-opstand. De opstand van Firhoun van Izazkazan in 1911 en/of de opstand in 1914 van Ag Mohammed Wau Teguidda Kaocen in het Aïr-gebergte worden dan beschouwd als de Eerste en/of Tweede Touaregopstand.

## Achtergrond
De Toeareg vormen een forse minderheid in de meeste landen in de Sahel-landen, maar vormen juist vaak een meerderheid in de woestijnprovincies van de betreffende landen. Zij wonen vooral in en rondom de Sahara-woestijn. Onderdrukking van overheden en grote hongersnoden als gevolg van droogten in 1972-74 en 1984-85 hadden geleid tot toenemende spanningen met de omliggende volken. Vaak werd er geen hulp geboden door de overheden en veel Toeareg vluchten vanuit Mali en Niger naar vluchtelingenkampen in Algerije en Libië. Dat laatste land bood wel de nodige hulp.
In Mali zetelde president Moussa Traoré die in 1968 aan de macht was gekomen door een militaire coup. Hij stond onder toenemende internationale druk van het westen. Restricties van het Internationaal Monetair Fonds zorgden ervoor dat hij weinig geld kon uitgeven. Op 22 maart 1991 werd hij door een militaire coup afgezet.
In Niger was president Ali Saibou zijn neef Seyni Kountché opgevolgd. Deze was in 1974 aan de macht gekomen door een militaire coup. Saibou had te maken met dezelfde problemen als Traoré.

## Opstand in Mali
In Mali begon de opstand in 1990 toen Toearegseparatisten overheidsgebouwen in Gao aanvielen. Het leger van Mali reageerde en dit zorgde ervoor dat de opstand zich verder uitbreiden. Met het aantreden van Alpa Konaré als nieuwe president trad de rust weer in. De nieuwe regering nam een aantal maatregelen waarmee tegemoet werd gekozen aan de eisen van de Toeareg. Zo mochten zij voortaan in het leger en werd er een nieuwe regio gevormd die meer zelfstandigheid kreeg, de regio Kidal.
Het conflict laaide weer op toen Toeareg die getraind waren in Libië de stad Gao aanvielen. Dit leidde tot de vorming van de Ghand Koi Songhai-militie die de Toeareg voortaan zou bevechten. In het land brak een burgeroorlog uit met veel slachtoffers aan beide kanten.
In 1995 werd er door de gematigde leiders aan beide kanten een vredesakkoord gesloten. Bij een ceremonie in Timboektoe werden wapens symbolisch verbrand. De regering heeft sindsdien meer hulp en ondersteuning geboden aan de regio’s waar veel Toeareg wonen. Ook werd hulp geboden met de terugkeer van Toeareg-vluchtelingen die gedwongen de regio hadden moeten verlaten. Daarnaast werden verschillende Toeareg gevraagd om deel uit te gaan maken van de centrale regering in Bamako. De spanningen zijn daardoor afgenomen, maar er leefde nog steeds de angst dat het conflict opnieuw op zou laaien. Dit gebeurde ook weer in 2006.

## Opstand in Niger (1990-1996)
Verschillende Toeareg die in Libië woonden vormden een politieke oppositiegroep genaamd het Volksfront voor de Bevrijding van Niger (FPLN). Zij vielen in 1985 een legerafdeling aan in Tchin-Tabaradene in het noorden van Niger. Dit leidde tot de sluiting van de grenzen met Libië en Algerije. Duizenden Toeareg-nomaden werden uit het gebied verwijderd. Hierdoor nam de weerstand verder toe. Beloften van Saibou op te zorgen voor een goede opvang voor de Toeareg-vluchtelingen die uit Algerije terugkeerden kwamen niet uit. In mei 1990 werd Tchin-Tabaradene een politiestation aangevallen, waarbij 31 doden vielen, inclusief 25 aan de kant van de rebellen.
De rebellen eisten aanvankelijk het recht op om hun kinderen op school het Tamashek, hun eigen taal, aan te leren, maar breidden hun eisen al snel uit naar meer autonomie. Het leger van Niger reageerde door honderden Toeareg te arresteren, te martelen en te doden in de steden Tchin-Tabaradene, Gharo en In-Gall. Dit leidde tot het ontstaan van twee gewapende verzetsgroepen: het Front voor de Bevrijding van Air en Azaouak en het Front voor de Bevrijding van Tamoust.
In Niger werd er sporadisch gevochten in het Air-gebergte. Buitenlanders verlieten het land en dat had grote gevolgen voor de komst van toeristen naar Agadez en voor het stadje Arlit, waar vlakbij een uraniummijn was. Ook kwamen er nauwelijks meer buitenlanders naar de handelsstad In-Gall. Al deze steden werden beveiligd door het leger, maar grote schade voor de economie was niet meer te vermijden. De twee rebellengroepen sloten in oktober 1994 een vredesakkoord met de regering, maar het conflict laaide in 1995 weer op. In april 1995 onderhandelde de regering opnieuw met de rebellen. Op weg daarna toe stortte het vliegtuig van Mano Dayak, een van de rebellenleiders, onder verdachte omstandigheden neer. De onderhandelingen hadden plaats in Ouagadougou en daar werd op 15 april 1995 een akkoord bereikt met de belangrijkste rebellengroepen. De laatste rebellengroepen zouden echter pas in 1998 hun wapens neerleggen. De overheid beloofde dat verschillende rebellen deel mochten uitmaken van het leger. Anderen zouden met hulp van de Fransen mogen terugkeren naar het burgerlijk leven. Ook werden verschillende Toeareg-leiders deel gaan uitmaken van de regering. Dit leidde tot controverse toen Rhissa ag Boula, minister van Toerisme, in 2004 werd gearresteerd op verdenking van het plegen van een politieke moord. In juli 2005 kreeg hij gratie.
Ook in Niger brak in 2007 de Tweede Toeareg-opstand uit. De rebellen vonden dat de Nigerese overheid zich niet had gehouden aan de zaken die zij beloofd had in het vredesakkoord van 1995.